# Élections législatives islandaises d'octobre 1959
Les élections législatives islandaises d'octobre 1959 ont lieu de manière anticipée les 25 et 26 octobre 1959.
Ólafur Thors devient Premier ministre d'Islande. Il forme un gouvernement composé du Parti de l'indépendance et du Parti social-démocrate.

## Résultats
| Partis                   | Partis                                   | Voix   | %     | +/−  | Sièges par chambre | Sièges par chambre | Sièges par chambre | Sièges par chambre |
| Partis                   | Partis                                   | Voix   | %     | +/−  | Basse              | +/−                | Haute              | +/−                |
| ------------------------ | ---------------------------------------- | ------ | ----- | ---- | ------------------ | ------------------ | ------------------ | ------------------ |
|                          | Parti de l'indépendance (D)              | 33 800 | 39,72 | 2,77 | 16                 | 3                  | 8                  | 1                  |
|                          | Parti du progrès (B)                     | 21 882 | 25,71 | 1,49 | 11                 | 2                  | 6                  | en stagnation      |
|                          | Alliance du peuple (G)                   | 13 621 | 16,01 | 0,76 | 7                  | 2                  | 3                  | 1                  |
|                          | Parti social-démocrate (A)               | 12 909 | 15,17 | 2,63 | 6                  | 2                  | 3                  | 1                  |
|                          | Parti pour la préservation nationale (F) | 2 883  | 3,39  | 0,87 | 0                  | en stagnation      | 0                  | en stagnation      |
|                          |                                          |        |       |      |                    |                    |                    |                    |
| Votes valides            | Votes valides                            | 85 095 | 98,46 |      |                    |                    |                    |                    |
| Votes blancs et nuls     | Votes blancs et nuls                     | 1 331  | 1,54  |      |                    |                    |                    |                    |
| Total                    | Total                                    | 86 426 | 100   | –    | 40                 | 5                  | 20                 | 3                  |
| Abstentions              | Abstentions                              | 9 211  | 9,63  |      |                    |                    |                    |                    |
| Inscrits / participation | Inscrits / participation                 | 95 637 | 90,37 |      |                    |                    |                    |                    |